# Селище
Сели́ще — термин, согласно В. И. Далю, обозначающий:
- большое село или слободу, где более одной церкви;
- всякое поселение, селитьбу;
- гладко выгоревшее или уничтоженное, снесённое селение, остатки жилого места;
- жилую землю, поле, пашню, место поселения с землёй.

Слово употреблялось в русском языке с древних времён и обозначало жили́ще, жи́лище, жи́ло, жилье́, а также место бывшего села или сельца, которое опустело, было без жителей («неоселое», «пустое», «пустошь»). Г. Е. Кочин полагал, что опустевшие сёла становились селищами, а деревни — пустошами. Селище-пустошь появлялось в том случае, когда жившая в нём крестьянская семья вымирала. Причиной образования селища-пустоши мог стать также побег отчича или же крестьянский переход.
Также селищами могли называть любые крестьянские селидьбы, принадлежавшие к составу жалованных или купленных имений. Например, в 1593 году во владении Печерского монастыря значилось два города (Радомысл и Васильков), до 50 сёл и около 15 селищ и деревень в разных местах Западной Руси. Слово «селище» также название населённого пункта, и также входит в состав названий населённых пунктов, например: Селище, Высокое Селище, Малыя Селище и так далее.

## В археологии
Се́лище — остатки исчезнувшего долговременного поселения без следов укреплений. Обычно селища не заметны на местности и обнаруживаются только по наличию культурного слоя и находкам отдельных предметов.